# فريدريك غوستاف فون برامان
فريدريك غوستاف فون برامان (بالإنجليزية: Friedrich Gustav von Bramann) (وُلد في 25 سبتمبر 1854 - توفي في 21 أبريل 1913) هو جراح ألماني وُلد في ويلهلمسبرغ بالقرب أوزايورسك (كالينينغراد أوبلاست)، بروسيا الشرقية.

## تعليمه

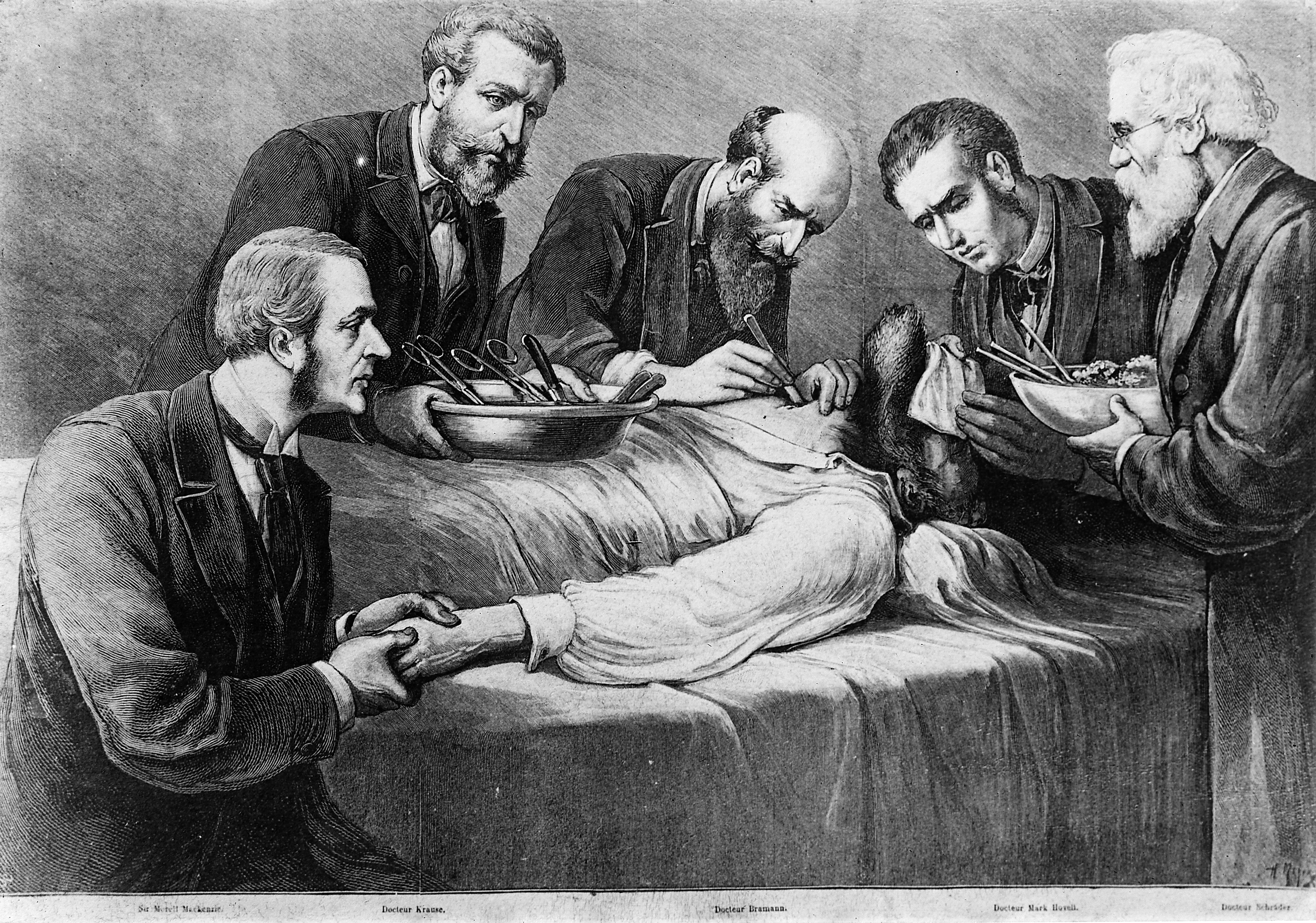
عملية جراحية يجريها الأطباء ماكنزي، كروس، فون برامان، هوفيل وشريدر.

درس فريدريك الطب في جامعة كونيغسبرغ حيث انضم إلى فيلق هانزا. أصبح فريدريك في الفيلق مساعد الجراح إرنست فون بيرغمان في شاريتيه في برلين (برلين). في عام 1889 رفض فريدريك دعوة جامعة غرايفسفالت وأصبح محاضرًا كبيرًا في شاريتيه. في عام 1890 تم تعيينه أستاذًا للجراحة في جامعة هاله (سكسونيا-أنهالت، خلفًا لريتشارد فون فولكمان.
في عام 1887-1888 أصبح فريدريك الجراح الخاص بولي العهد فريدريش ويلهلم (1831-1888) في سانريمو. عندما كاد أن يختنق الأمير فريدريش تقريبًا بسبب سرطان الحنجرة شجع ذلك برمان على ثقب القصبة الهوائية. دون أن ينتظر موافقة بيرجمان، قام «فريتز» برامان، المعروف بأعصابه الجليدية، بذلك الإجراء الجراحي، مما مكّن الأمير من الصعود إلى العرش في مارس 1888. بعد وفاة الملك فريدريش ويلهلم بعدها بثلاثة أشهر فقط، أتت نتائج التشريح متوافقة مع تشخيص برمان، مع تجاوز التقييم السابق ل «موريل ماكنزي» ورودلف فيرخوف.
كان برمان معروفًا باستخدامه الحد الأدنى من الممارسات الجراحية الغازية وعمله الرائد في جراحة الأعصاب. عمل برمان مع طبيب الأعصاب غابرييل أنطون (1858-1933)، وقال أنه أجرى بحثًا لاستخدام طريقة الثقب تحت القذالي لعلاج استسقاء الرأس. ُأدخلت تلك الطريقة لأول مرة في عام 1908 من قبل برامان وأنطون، وهو الإجراء الذي يتم فيه اختراق الجسم الثفنيلتصريف السائل النخاعي.
كان برامان يحتقر الطريقة الأكاديمية للكتابة ونشر فقط بعض المقالات والأوراق.
حصل برامان على فارس في عام 1891 وحصل على مرتبة الشرف لعلاج الأمراء الألمان والشخصيات التركية.

## روابط خارجية
- G. Anton: Zur Erinnerung a Fritz Gustav von Bramann. Münchner Medizinische Wochenschrift 60 (1913) 438-439
- M. P. Bläske: Fritz Gustav Bramann zum 150. Geburtstag. Mitteilungen der Kassenärztlichen Vereinigung Sachsen, 9/2004.
- Winfried Burkert: Der Chirurg Friedrich Gustav von Bramann: Der Retter des Kronprinzen. Halle (Saale), 2009.
- Catalogus-professorum-halensis (translated biography)
- Journal of Neurology, Neurosurgery, and Psychiatry 2005 – Gabriel Anton’s (1858–1933) contribution to the history of neurosurgery